# Otok Maun
Otok Maun är en ö i Kroatien.   Den ligger i länet Zadars län, i den sydvästra delen av landet, 180 km sydväst om huvudstaden Zagreb. Arean är 8,8 kvadratkilometer.
Terrängen på Otok Maun är platt. Öns högsta punkt är 61 meter över havet. Den sträcker sig 6,2 kilometer i nord-sydlig riktning, och 7,0 kilometer i öst-västlig riktning.